# コレクタ接地回路

図1: 基本的なコレクタ接地回路（バイアスの詳細を省略）

コレクタ接地回路またはコレクタ共通回路（英: common collector）とは、バイポーラトランジスタを使った基本的な増幅回路構成の１つであり、電圧利得一定で入力電圧に従って出力電圧が変化する。エミッタが入力電圧に追随（フォロー）することから、エミッタフォロワ（英: emitter follower）とも呼ばれる。電界効果トランジスタで構成される同等の増幅回路はドレイン接地回路（またはドレイン共通回路）と呼ぶ。
緩衝作用として、インピーダンス変換作用がある。例えば、電圧源が高いテブナン抵抗を伴っているとき、この回路を使えば、小さな抵抗を伴った出力に変換できる。これにより電圧源がより理想的なものとなる。
図1に示されるように、コレクタは電源回路（電圧源）に接続され、ベースが入力、エミッタが出力として使われる。PNP型の場合を図2に示す。
PNP型トランジスタを用いた場合、動作の基本はNPN型と同様であるが、極性が逆となる。すなわち、エミッタが高電位側に接続され、ベースはエミッタより低い電位に、コレクタは最も低い電位に接続される。入力信号はエミッタ−ベース間に印加され、出力はエミッタから取り出される。信号の追従性やインピーダンス変換機能はNPN型と変わらず、使用環境や電源の都合に応じてPNP型が選ばれることがある。
また、コレクタ接地回路はその安定した動作特性から、マルチステージアンプの最終段や、負帰還ループ内のバッファ段として用いられることも多い。特に高周波特性に優れ、入力信号の波形を忠実に出力へ伝送することが求められる用途に適している。動作点の安定化にはベースにバイアス抵抗を適切に配置する必要があり、エミッタ抵抗との組み合わせにより熱暴走の抑制や動作点の固定が図られる。

## 応用

図2: エミッタフォロワ回路のPNP版。全ての極性が反転している。

コレクタ接地回路は電圧利得がほぼ1（0db）である。
{\displaystyle {A_{\mathrm {v} }}={v_{\mathrm {out} } \over v_{\mathrm {in} }}\approx 1}
従って、入力電圧の微妙な変化が出力にも現れる（トランジスタの性能や負荷抵抗にも依存する）。入力インピーダンスが高く、前置される回路の負荷とならない。
{\displaystyle r_{\mathrm {in} }\approx \beta _{0}R_{\mathrm {E} }}
そして、出力インピーダンスが低いので、低抵抗の負荷を駆動できる。
{\displaystyle r_{\mathrm {out} }\approx R_{\mathrm {E} }\|{R_{\mathrm {source} } \over \beta _{0}}}
一般に、エミッタ抵抗は非常に大きいので、上記式から除くことができる。
{\displaystyle r_{\mathrm {out} }\approx {R_{\mathrm {source} } \over \beta _{0}}}
これにより、出力インピーダンスの大きい信号源が小さい負荷インピーダンスを駆動できる。すなわち、コレクタ接地回路は電圧緩衝増幅器（バッファアンプ）として機能する。言い換えれば、電圧利得の代わりに電流利得がある（トランジスタの hFE に依存する）。入力電流の小さな変化は出力電流の大きな変化となって現れる。
この構成は、スピーカーのような低インピーダンスの負荷を駆動するオーディオアンプなどの増幅回路の出力段などによく使われる。A級オーディオアンプでは、線形性や効率を改善するために RE の代わりに能動的な電流源が使われることもある。

## 特性
低周波数で単純化したハイブリッドπモデルを使うと、下記のような特性が得られる（二重の縦棒は並列な部品を意味する）。
|          | 定義                                                                            | 式                                                                                                   | 近似式                                                                           | 条件                                                                                 |
| -------- | ------------------------------------------------------------------------------- | --- | -------------------------------------------------------------------------------- | ------------------------------------------------------------------------------------ |
| 電流利得 | {\displaystyle {A_{\mathrm {i} }}={i_{\mathrm {out} } \over i_{\mathrm {in} }}} | {\displaystyle \beta _{0}+1\ }                                                                       | {\displaystyle \approx \beta _{0}}                                               | {\displaystyle \beta _{0}\gg 1}                                                      |
| 電圧利得 | {\displaystyle {A_{\mathrm {v} }}={v_{\mathrm {out} } \over v_{\mathrm {in} }}} | {\displaystyle {g_{m}R_{\mathrm {E} } \over g_{m}R_{\mathrm {E} }+1}}                                | {\displaystyle \approx 1}                                                        | {\displaystyle g_{m}R_{\mathrm {E} }\gg 1}                                           |
| 入力抵抗 | {\displaystyle r_{\mathrm {in} }={\frac {v_{in}}{i_{in}}}}                      | {\displaystyle r_{\pi }+(\beta _{0}+1)R_{\mathrm {E} }\ }                                            | {\displaystyle \approx \beta _{0}R_{\mathrm {E} }}                               | {\displaystyle (g_{m}R_{\mathrm {E} }\gg 1)\wedge (\beta _{0}\gg 1)}                 |
| 出力抵抗 | {\displaystyle r_{\mathrm {out} }={\frac {v_{out}}{i_{out}}}}                   | {\displaystyle R_{\mathrm {E} }\|\|\left({r_{\pi }+R_{\mathrm {source} } \over \beta _{0}+1}\right)} | {\displaystyle \approx {1 \over g_{m}}+{R_{\mathrm {source} } \over \beta _{0}}} | {\displaystyle (\beta _{0}\gg 1)\wedge (r_{\mathrm {in} }\gg R_{\mathrm {source} })} |

ここで {\displaystyle R_{\mathrm {source} }\ } はテブナン等価なソース抵抗である。